# Tanja Mairhofer

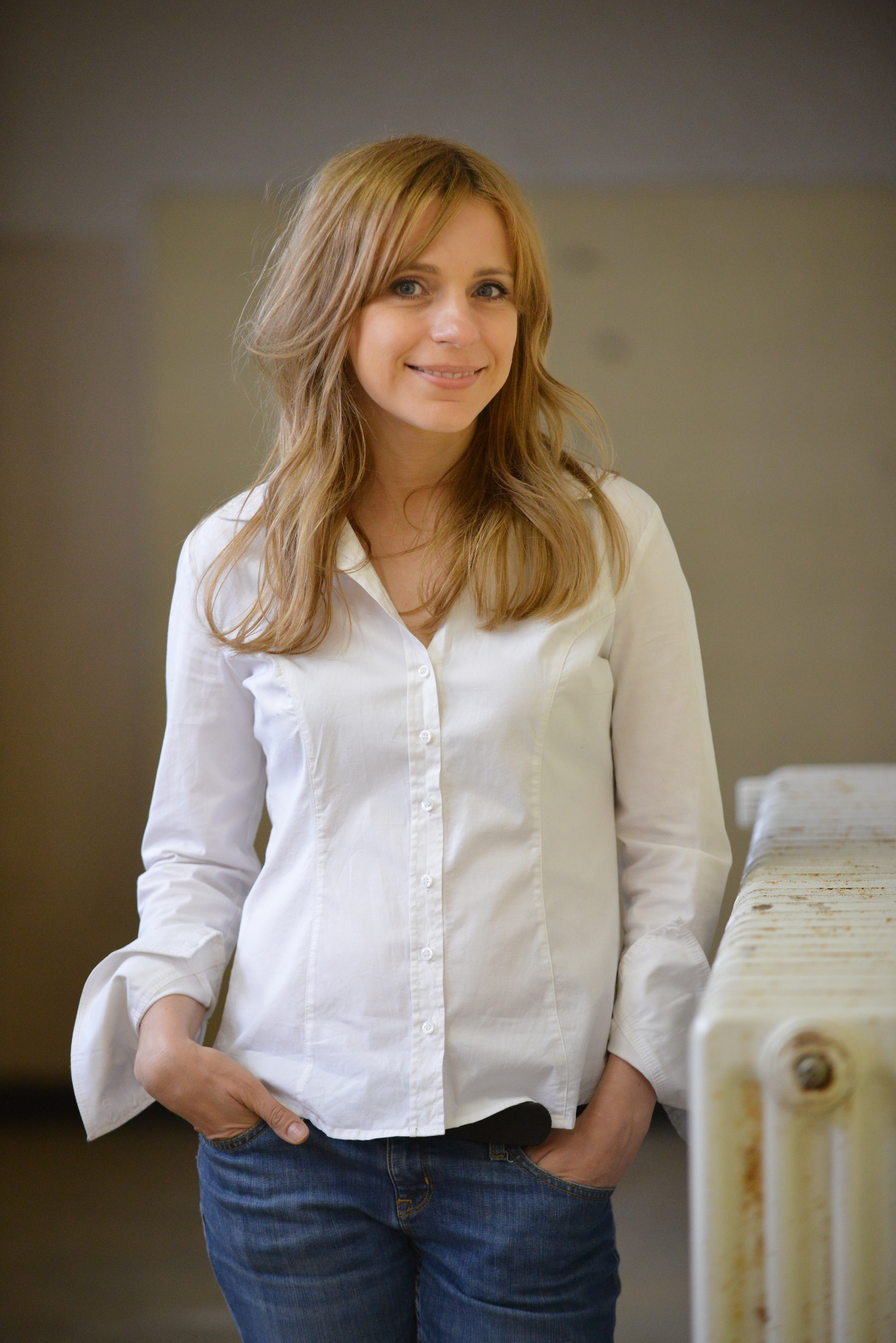
Tanja Mairhofer in Köln Anfang 2013

Tanja Mairhofer-Obele (* 31. Mai 1976 in Johannesburg, Südafrika) ist eine österreichische Autorin, Fernsehmoderatorin und Schauspielerin.

## Lebenslauf
Ihre ersten Lebensjahre verbrachte Mairhofer in Frankreich und Südafrika, aufgewachsen ist sie aber in Braunau in Oberösterreich. Mit 15 Jahren verließ sie die Schule und übernahm Gelegenheitsjobs. Als 21-Jährige holte sie die Matura an der Handelsakademie nach und begann zu studieren. Mittlerweile ist sie diplomierte Journalistin und Kommunikationswirtin. Außerdem machte sie einen Master of Arts im Fach „Internationale Beziehungen“.
Am Anfang ihrer Fernseh-Karriere arbeitete sie unter anderem bei MTV und VIVA Zwei, wo sie das Magazin 2Rock moderierte und parallel dazu ein Volontariat als TV-Redakteurin über das Grimme-Institut absolvierte. Als Schauspielerin war sie zunächst in diversen Fernsehserien zu sehen, u. a. SOKO 5113, Wilde Jungs; weitere Rollen in der ProSieben-Serie Märchenstunde und bei der Vorabendserie Marienhof folgten. Darüber hinaus moderierte sie zwei Jahre lang bei ATVplus das Jugendformat Xpress.tv. Von 2005 bis 2009 war sie bei KiKA als Moderatorin der Sendung KiKA Live aktiv. Ebenfalls beim KiKA moderiert sie seit September 2007 Die Sendung mit dem Elefanten an der Seite von André Gatzke. Seit 2008 ist sie international anerkannte Yogalehrerin (Yoga Alliance).

## Autorin
Als Autorin veröffentlichte sie 2015 u. a. im Becker Joest Volk Verlag zusammen mit den Häklern von myboshi das Kinderbuch Der kleine Löwe Henri und seine gehäkelten Freunde. Darin erzählt sie die Geschichte des ängstlichen Löwen Henri, der endlich lernen will, so tapfer zu sein, wie es von einem Löwen unter seinesgleichen erwartet wird. Myboshi lieferte die Häkelanleitung für die Charaktere der Geschichte.
Zwei Jahre später erschien ihr Anti-Ratgeber Schluss mit Muss im ZS-Verlag (Edel SE). Darin erteilt Tanja Mairhofer dem allgemeinen Selbstoptimierungswahn eine klare Absage und schreibt über die Vorzüge von gesundem Müßiggang.

## Filmografie

### Moderation
- 2000: Comet-Backstage (Co-Moderation)
- 2000–2002: 2Rock
- 2002: 2New
- 2003: Energy Euro Hot 30
- 2003: The Dome 28 (Co-Moderation)
- 2003–2004: Xpress.tv
- 2005: Tri Top Funcup
- 2005–2006: Willi’s Quiz Quark Club
- 2005–2009: KiKA Live
- 2007: Platz für Helden das Magazin
- seit 2007: Die Sendung mit dem Elefanten
- 2008: MySpleen
- 2014: Die Sendung mit der Maus – Türöffnertag
- 2015–2017: Live TV Gadget und Technik-News
- 2017: Was ist er denn, was kann er denn
- 2017: Die Sendung mit der Maus – 10 Jahre Elefant

### Film/TV
- 2002–2003: Marienhof, Regie: diverse
- 2004: Wilde Jungs, Regie: Tim Trageser
- 2004: '8×45 Austria Mystery
- 2004: SOKO 5113 – Stille Wasser, Regie: Jörg Schneider
- 2005: Der Dicke – Pilot, Regie: Marcus Olschewski
- 2006: Neues vom Wixxer (Kinofilm), Regie: Cyrill Boss und Philip Stennert
- 2008: Märchenstunde-Dörnröschen, Regie: Dominic Müller
- 2010: Furcht und Zittern, Regie: Reinhard Schwabenitzky
- 2011: Eine Couch für alle (Miniserie), Regie: Reinhard Schwabenitzky
- 2012: Tom Turbo, Regie: Irfan Rehman
- 2013–2014: Mei O Mei, Regie: Michael Siebert
- 2014: Zwei Allein, Regie: Stephan Wagner
- 2015: Heiter bis tödlich: Hubert und Staller, Regie: Erik Haffner
- 2016: Eckelmann Bau und Garten, Regie: Christian Knie
- 2017: Matula, Regie: Thorsten Näter
- 2018: Matula – Der Schatten des Berges, Regie: Thorsten Näter
- 2021: Die Rosenheim-Cops
- 2023: Hubert ohne Staller – Tod auf Rezept

### Kurzfilme
- 2002: Der Fall, Regie: Jan Wagner
- 2004: Exodus
- 2016: Abschalten, Regie: Götz Vierkant